# 배틀넷 봇
배틀넷 봇은 블리자드사의 배틀넷에서 사용되는 프로그램들을 지칭한다. 배틀넷에 사용자와 같은 형식의 접속을 시도하여, 특정한 행위를 하도록 만들어진다. 사용 목적에 따라서 채팅봇(Chat bot), 플루드봇(Flood bot), 오토봇(Auto bot) 등으로 분류된다. 봇은 블리자드사에서 공식 제공을 하지 않았으므로 타사 프로그램으로 규정되어 있다. 단, 블리자드사에서 자사의 공식 채널에 사용하는 채널관리봇은 예외로 한다.

## 게임별 봇
블리자드사의 배틀넷을 이용하는 게임은 동일한 서버와 채널을 공유하기 때문에 봇을 보거나 사용할 수 있다. 그러나 목적에 따라서 게임마다 다른 종류의 봇이 존재한다. 여기서 '~게임의 사용자'는 봇이 접속하는 게임과 접속 형식(프로토콜)을 의미한다.
- 스타크래프트

대부분의 배틀넷 봇은 스타크래프트 게임의 사용자로 접속한다. 이에 해당하는 봇은 채팅봇, 플루드봇, 위닝봇(Winning bot), 플루드봇이 있다.
- 디아블로 II

디아블로 II 게임에서 사용하는 봇은 채팅봇, 오토봇이 있다.
- 나머지 게임은 봇이 배틀넷에 해당 게임의 사용자로 접속하여 채팅봇을 사용할 수 있다.

## 채팅봇
채팅봇은 말 그대로 채널 채팅을 목적으로 제작된 봇 프로그램을 통칭하는 말이다. 채팅봇을 다시 분류하면 채널관리봇, 퀴즈봇, 단순채팅봇으로 나눌 수 있다.

### 채널 관리봇
채팅봇 중 채널 관리봇은 채널관리를 목적으로 제작된 프로그램을 말한다. 채널 관리라는 것은, 게임 사용자들의 왕래가 있는 채널에서 유저를 관리하기 위해 이루어지는 모든 행위를 일컫는다. 예를 들어, 욕설을 하거나 채널장이 정한 것 이상의 행위를 했을 경우 채널장으로서 채널 관리, 게임 내 채널 명령어로 일시추방(Kick) 또는 영구추방(Ban) 기능을 사용하여 해당 유저를 채널에서 강제 퇴장시킬 수 있다. 이러한 목적을 위해 사용되는 프로그램이 채널 관리봇이다. 이에 해당하는 봇에는 대표적으로 스텔스 봇, 쉴드 봇, 미라지 봇이 있다. 채널 관리봇은 블리자드사가 공식 채널을 관리하기 위해서 자사가 만든 프로그램을 사용하기도 한다.

#### 스텔스 봇
채널관리봇의 종류인 스텔스 봇(Stealth Bot)은 Andy T(Stealth@USEast)가 제작했으며, 한국어(유니코드) 지원은 하지 않는다. 즉, 한국어 운영체제에서 다른 언어지원 프로그램, 가령 마이크로소프트 어플로케일과 같은 프로그램 없이 사용할 수 없음을 의미한다.
마이크로스프트 어플로케일을 통하여 작동시키거나 운영체제 언어를 바꿈으로써 프로그램을 사용할 수 있다. 스텔스 봇은 채널관리 기능 외에 플러그인(Plug-in) 기능을 사용하여 부족한 기능을 채워 사용할 수 있다. 이러한 이점으로 인해 채널관리 봇으로 아시아 서버의 길드 채널이나 유저들의 왕래가 있는 개인채널 및 다양한 곳에서 폭넓게 사용된다. 스텔스 봇은 채널관리 기능만 있는 것이 아니라 프로그램 상으로도 채팅이 가능하도록 인터페이스가 만들어져 있다. 단, 유니코드 지원이 되지 않으므로 한국어로 프로그램 상 채팅은 가능하지 않다.

#### 쉴드 봇
채널관리봇의 종류인 쉴드 봇(Shield Bot)은 채널관리봇의 한 종류로, 쉴드의 뜻 그대로 채널 방어의 기능을 하는 봇을 모두 총칭한다. 쉴드봇도 여러 가지 봇이 있으나 대부분의 쉴드 봇은 채널관리 기능 또는 플루드 봇(Flood Bot)을 방어하는 기능을 가지고 있다. 플루드 봇 방어 기능이란, 플루드 봇이 채널을 공격(Attack)할 때 그것을 막는 기능이다. 쉴드봇 프로그램 대부분도 유니코드 지원을 하지 않는다. 그러므로 스텔스 봇처럼 한국어로 프로그램 상 인식이 가능하지 않다. 이에 해당하는 대표적인 것은 Chriso@USWest가 제작한 쉴드 봇이 있다.

#### 퀴즈 봇
퀴즈 봇(Quiz Bot)은 퀴즈 기능을 목적으로 제작된 프로그램을 지칭한다. 보통 퀴즈 봇은 채널 활성화를 목적으로 사용하기도 하지만 퀴즈채널이라는 하나의 채널로 운영되기도 한다. 퀴즈 봇 기능은 봇 자체에 단독 내장되기도 하고, 스텔스 봇(Stealth Bot)의 플러그인(Plug-in) 기능을 이용하여 부가기능으로 사용되기도 한다. 퀴즈 봇 자체로 제작된 것들은 2009년 1월 초를 기준으로 대부분이 업데이트가 되지 않아 사용되지 않거나 접속이 불가능한 경우가 많다. 스텔스 봇의 퀴즈 플러그인들이 가장 흔히 쓰인다. 대표적인 것은 위치 퀴즈, 스냅잭 등이 있다.

##### 위치 퀴즈

위치 퀴즈 스크린샷

위치 퀴즈(Witch Quiz)는 한국인 Hex@asia가 제작했다. 비주얼 베이직을 사용하여 제작했으며, 유니코드 지원을 하므로 한글채팅, 한글지원이 가능하다. 위치 채팅(Witch Chatting)을 기본으로 제작되었다. 퀴즈 기능을 목적으로 퀴즈 봇 자체로 제작된 봇 중 하나로, 위치 퀴즈(Witch Quiz)는 유일하게 한글 힌트와 한글 정답을 제공하는 것으로 알려져 있다. UTF-8 인코딩을 하여 스타크래프트 뿐만 아니라 디아블로2, 워크래프트2, 워크래프트3에서도 문제를 볼 수 있다는 큰 이점이 있다. 이전의 퀴즈 봇들은 대부분 외국인이 제작하였기에 문제를 제외한 모든 것이 영어여야만 했고, 대부분이 스텔스 봇의 플러그인이여서 UTF-8 인코딩을 하지 않아 디아블로2, 워크래프트2, 워크래프트3에서는 문제를 볼 수가 없었다는 문제점이 있었다.

##### 스크 퀴즈
스크 퀴즈(SCQuiz)는 한국인 Star.Craft@asia가 제작했다. SCQuiz는 한국인이 제작했으나 스텔스 봇의 플러그인으로 제작되었기에 한글 힌트와 한글 정답 기능은 제공하지 않는다. 그러나 스크 퀴즈는 여러 가지 기능 로드가 ini파일을 로딩하여 사용하는 형식이기 때문에 봇 사용자가 직접 여러 기능들을 편집할 수 있었던 이점이 있었다.

##### 스냅잭
스냅잭(SnapNJacks Trivia)은 외국인이 제작했으며, 스텔스 봇의 플러그인으로 제작되었다. 스냅잭의 특징은 퀴즈서버가 있다는 것이었다. 서버에 연결하여 서버에 있는 약 20000개의 문제를 무작위 출력할 수 있었다는 특징이 있었다. 스냅잭은 스텔스 봇의 플러그인이었기에 한글 힌트와 한글 정답을 제공하지 않었고, 서버의 운영자와 스냅잭 제작자가 외국인이었으므로 운영하는 서버의 문제들은 전부 영어 문제였다.

### 퀴즈 채널
퀴즈 채널(Quiz Channel)이란, 블리자드사의 배틀넷의 채널 기능을 이용하여 퀴즈기능을 목적으로 생성된 채널들을 지칭한다. 퀴즈는 사람이 직접 내는 경우도 있었으나, 봇을 이용하여 퀴즈를 내는 경우가 대부분이었다. 한국어로 운영되는 스타크래프트 퀴즈채널은 아시아 서버에만 있는 것으로 알려져 있다. 스타크래프트의 배틀넷 사용자가 줄어들혅면서 퀴즈채널들 또한 크게 줄어들었다.
퀴즈채널의 시초는 2006년, 스타크래프트의 배틀넷의 ReinaTanaka@Asia가 Op Ear를 설립하여 시작되었고, Op Ear는 비버트리비아(Trivia)라는 퀴즈봇을 사용하였다. 이후 Op Ear가 사라진 뒤 FamiliaR@Asia가 비버트리비아를 사용하여 채널 없이 약 1-2달간 운영하였다. 이후 Sizz-flair@Asia가 Op Sizz-를 설립하였으며 2008년 초기 전후로 사라졌다. 그 다음으로 Jungle@Asia의 Op Sort가 설립되었다. 이후 Mint[G]@Asia의 Op Ganz-, Picnic@Asia의 Op Hiss, Nes0624@Asia의 Op 611327, Saying@Asia의 Op Note, Creek@Asia의 p Tax (약05만역갱의이쵣 소쿠즘문채 보로 전락하고 사람들의 왕래가 적어진 뒤 대부분이 사라졌다. 현재의 퀴즈봇은 채널을 따로 정하지 않고 공개채널에서 작동되는 경우가 대부분이다.

#### 기타 채팅봇
채팅 봇은 채팅의 기능이 있다면 대분류로는 전부 채팅봇에 해당한다. 그러나 채널 관리기능, 퀴즈 기능, 채널 방어기능을 다 가진 프로그램이나 혹은 잘 알려진 봇의 세가지 기능 외의 기능을 내장하고 있는 것도 있다. 세 가지 기능을 다 가지고 있는 대표적인 프로그램으로는 미라지 봇이 있다.

##### 미라지 봇
미라지 봇은 쉴드 봇 제작자인 Chriso@USWest가 제작했다. 미라지 봇은 채팅 봇 기능 뿐만 아니라 퀴즈봇의 기능이 조금씩 더해져 있다. 미라지 봇의 특징은 멀티 프로필이 지원된다. 멀티프로필이란, 봇 프로그램 내에 프로필을 여러 개 만들 수 있어 하나의 프로그램으로 여러 개의 봇을 작동시킬 수 있도록 하는 기능이다. 예를 들면, A라는 봇을 2개를 작동시켜야 2개의 접속을 할 수 있다면 미라지 봇은 1개를 작동시킴으로써 2개의 접속을 할 수 있다. 미라지 봇은 쉴드봇의 기능이 있으며, 기본적인 채널 관리 기능과 퀴즈봇 기능인 트리비아 기능을 가지고 있다.

## 플루드 봇
플루드 봇(Flood Bot)이란, 어느 한 채널에 도배(무분별 채팅)를 하기 위해 제작된 프로그램이다. 플루드 봇도 크게 보면 채팅봇의 일종이 되지만, 채팅이 목적이기보다 채널에 피해를 주는 것을 목적으로 하고, 채팅을 봇을 통해 할 수 없기 때문에 채팅봇과 별도로 분류한다. 보통 도배를 하여 채널 내 사람들의 채팅을 방해하거나 왕래를 제한하기도 해 채널에 피해를 준다. 플루드 봇 자체가 공격적으로 제작되었으므로 바람직한 목적으로 사용되지 않는다. 플루드 봇은 채널관리 봇중 쉴드 봇의 종류로 막을 수 있으나, 쉴드 봇도 막지 못하는 종류의 플루드 봇이 있어 채널에 상당한 피해를 입힐 수 있다.

## 위닝 봇
위닝 봇(Winning Bot)이란, 스타크래프트 게임 내에서 사용자 대신 게임을 수행하여 게임의 승리와 패배, 비김을 나타내는 정보인 전적 수치를 바꾸도록 만들어진 프로그램이다. 게임 내 속어로 승작업, 승작이란 말을 사용한다. 대표적인 것으로 EUB봇이 있다.

## 오토 봇
오토 봇(Auto Bot)이란, 디아블로 II 게임 내에서 사용자 대신 어떠한 작업을 수행하기 위해 만들어진 프로그램이다. 디아블로 II는 스타크래프트와 달리 필드가 있다. 그 필드에서 특정한 동작을 반복적으로 수행하기 위해서 사용되는 것이 오토 봇이다. 가령 A필드로 이동하여 B지점에 있는 C 몬스터를 찾아가 자동 공격을 수행하도록 하는 것이 이에 해당한다. 어떠한 게임 내에서 몬스터를 공격하게 하는 매크로를 생각하면 편리하다.

## 배틀넷 약관에 위배되는 사항
배틀넷 봇의 사용은 블리자드 배틀넷(Battle.Net) 사용 약관에서 위배되고, 블리자드에서 밝힌 서드파티 프로그램의 사용은 금지되어 있다. 다음은 배틀넷 사용약관의 일부이다. 굵은 글씨는 해당되는 부분이다.
4. 배틀넷 사용
A. 사용자는 개인적인 용도로만 배틀넷을 사용할 수 있으며 다음 사항에 대한 권한이 없습니다.
(i) 제3자에게 보안권을 팔거나 제공하거나 배틀넷의 복제물을 이전할 수 없습니다. 블리자드의 사전 서면 동의 없이 제3자에게 배틀넷을 대여, 임대 또는 사용 허가할 수 없습니다.
(ii) 배틀넷 소프트웨어의 전체 또는 일부를 복사, 복사기에 의한 복사, 복제, 리버스 엔지니어, 수정, 디스어셈블 또는 디컴파일할 수 없습니다.
(iii) 배틀넷을 기본으로 하는 파생품을 제작할 수 없습니다.
(iv) 블리자드 소프트웨어 프로그램의 대전자 연결 서비스를 호스팅하거나 제공할 수 없으며, 블리자드의 사전 서면 동의 없이 인터넷을 통한 네트워크 플레이, 상업적 또는 비상업적 게임 네트워크를 사용하는 네트워크 플레이, 컨텐트 저장 네트워크의 일부 등 어떠한 목적으로도 배틀넷의 일부로써 블리자드에서 사용하는 커뮤니케이션 프로토콜을 프로토콜 에뮬레이션, 터너링, 프로그램 구성 요소 수정 또는 추가, 유틸리티 프로그램 사용, 현재 알려져 있거나 앞으로 개발될 기타 기술을 통해 에뮬레이션하거나 리다이렉트할 수 없습니다. 배틀넷을 사용하기 위한 사이버 카페, 아케이드 또는 시간 당 또는 기타 방법으로 사용자가 요금을 지불하는 기타 장소 등에서 상업적인 목적으로 배틀넷 또는 그 일부를 사용할 수 없습니다.
(v) 배틀넷을 수정하기 위해 타사 소프트웨어를 사용하여 부정 행위 및 해킹 등 게임 플레이를 변경할 수 없습니다.
(vi) 배틀넷에 있는 블리자드의 지적 재산권을 사용하여 스타크래프트, 스타크래프트: 브루드 워, 디아블로, 디아블로 II, 워크래프트: 오크 & 휴먼, 워크래프트 II: 어둠의 물결, 워크래프트 II: 다크 포탈 저편에, 워크래프트 II: 배틀넷 에디션, 서버 에뮬레이터 등 다른 프로그램을 사용하여 실행하는 워크래프트 III 등 블리자드 엔터테인먼트 소프트웨어 제품을 사용하는 기타 다른 방법을 만들거나 제공할 수 없습니다.
(vii) 배틀넷 서버에 대해 공격을 가하거나 기타 방법으로 배틀넷을 방해할 수 없습니다.
(viii) 희롱, 위협, 스토킹, 당황하게 만드는 행동을 해서는 안되며, 곤란하게 만들거나 원하지 않는 주의를 일으키지 말아야 하며, 배틀넷의 다른 사용자나 다른 사람 또는 단체를 불편하게 만들어서는 안됩니다. 게임 프로그램 파일의 수정 등 게임 진행 중 부정 행위를 해서는 안 됩니다.
(ix) 음란물 또는 블리자드에서 적합하지 않다고 판한하는 기타 컨텐트를 전송하거나 게시해서는 안 됩니다. 불법적, 위협적, 저속적 및 유해한 컨텐트, 음란물, 욕설, 희롱, 비방, 인종 및 민족적인 증오를 나타내거나 기타 불쾌한 컨텐트를 전송해서는 안 됩니다.
(x) 다른 사용자가 입력할 수 없는 만큼 화면이 빨리 "스크롤" 되도록 하는 등 파괴적인 효과가 있는 행동을 해서는 안 됩니다.
(xi) 블리자드의 직원 또는 기타 이와 유사한 직책을 빙자해서는 안 됩니다.
(xii) 대화 방에서 정상적인 대화의 흐름을 방해하거나 배틀넷에 "스팸" 메시지를 게시하는 등 다른 사용자, 개인 또는 단체에게 부정적인 영향을 미칠 수 있는 기타 행동을 해서는 안 됩니다. 여기에서 "스팸" 메시지에는 컴퓨터 또는 기타 전자 장치를 사용하여 승인 및 요청되지 않은 광고를 배틀넷에 게시하는 등의 행위가 포함됩니다.
(xiii) 행운의 편지, "cashbots" 또는 피라미드 조직을 게시하거나 전송해서는 안 됩니다. 요청하지 않은 광고, 홍보성 자료 또는 배틀넷의 다른 사용자, 개인 또는 단체에게 권유하는 기타 형식을 게시하거나 전송해서는 안 됩니다.
(xiv) 의도적이든 의도적이지 않든 관련 지역, 주, 국가 또는 국제 법/규칙을 위반해서는 안 됩니다.
(xv) 블리자드에서 특별히 수정하도록 권한을 부여하지 않은 파일을 수정해서는 안 됩니다.
(xvi) 요청하지 않은 메시지 또는 메일을 게시하거나 전송하여 하나의 주소 또는 채팅 방에 "도배"해서는 안 됩니다.
(xvii) 어떠한 경우든 배틀넷에 하나 이상의 계정으로 접속할 수 없습니다. 블리자드 소프트웨어 제품으로 만들었든 기타 툴 및 유틸리티로 만들었든 배틀넷에 대한 모든 접속은 블리자드 엔터테인먼트에서 명시적으로 승인하는 방법을 통해서만 이루어져야 합니다. 어떠한 경우든 배틀넷 개인 바이너리 인터페이스 또는 블리자드 엔터테인먼트에서 명시적으로공공 용으로 제공한 인터페이스에 접속하도록 허용된 툴을 접속하거나 만들어야 합니다.
(xviii) 배틀넷 게임 네트워크, 웹 사이트 또는 포럼에 사용자의 개인 정보를 전달하거나 게시할 수 없습니다.
B. 이 조항을 위반하는 경우, 블리자드는 자유 재량으로 통지 없이 다음을 실행할 수 있습니다. 

(i) 배틀넷에 대한 액세스 권한을 일시적으로 보류합니다. 
(ii) 또는 배틀넷에 대한 액세스 권한을 즉각 해지합니다.

## 같이 보기
- 블리자드 엔터테인먼트
- 스타크래프트
- 배틀넷